# Lac Fryxell
Le lac Fryxell, en anglais Lake Fryxell, est un lac d'Antarctique situé en terre Victoria, dans la chaîne Transantarctique.

## Géographie
Le lac se trouve au cœur des vallées sèches de McMurdo, un ensemble de vallées partiellement ou totalement libres de glaces. Il est situé dans la Dépendance de Ross, territoire revendiqué par la Nouvelle-Zélande. Enserré entre les glaciers Canada à l'ouest et Commonwealth à l'est, le lac est totalement gelé en permanence et n'a pas d'émissaire car il occupe une cuvette glaciaire endoréique de la vallée de Taylor à 18 mètres d'altitude[réf. nécessaire]. Du fait des conditions climatiques, il n'abrite aucune faune ou flore[réf. nécessaire].
D'une superficie de 7,8 km2, il mesure 5,8 kilomètres de longueur pour une largeur de 2,1 kilomètres[réf. nécessaire]. Avec une profondeur moyenne de 3,2 mètres et maximale de 20 mètres, il contient 25,2 km3 d'eau salée[réf. nécessaire].

## Histoire
Le lac Fryxell est cartographié au cours de l'expédition antarctique britannique de Robert Falcon Scott entre 1910 et 1913. Il est ensuite visité pendant l'opération Deep Freeze de la marine américaine par T. L. Péwé entre 1957 et 1958. À cette occasion, il lui donne son nom actuel en l'honneur de Fritiof M. Fryxell, géologue américain à l'Augustana College de l'Illinois.

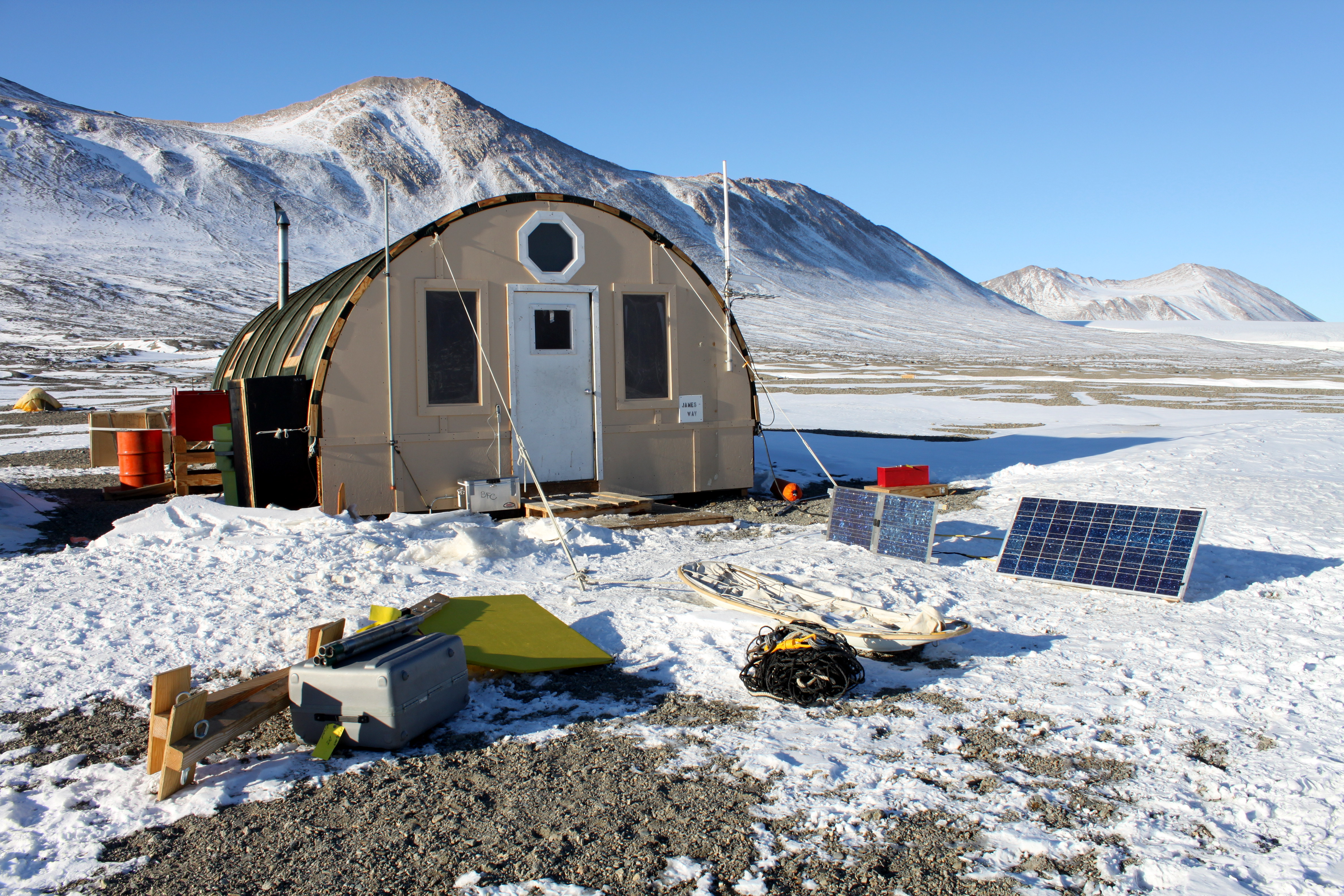
Vue du camp de base du lac Fryxell.

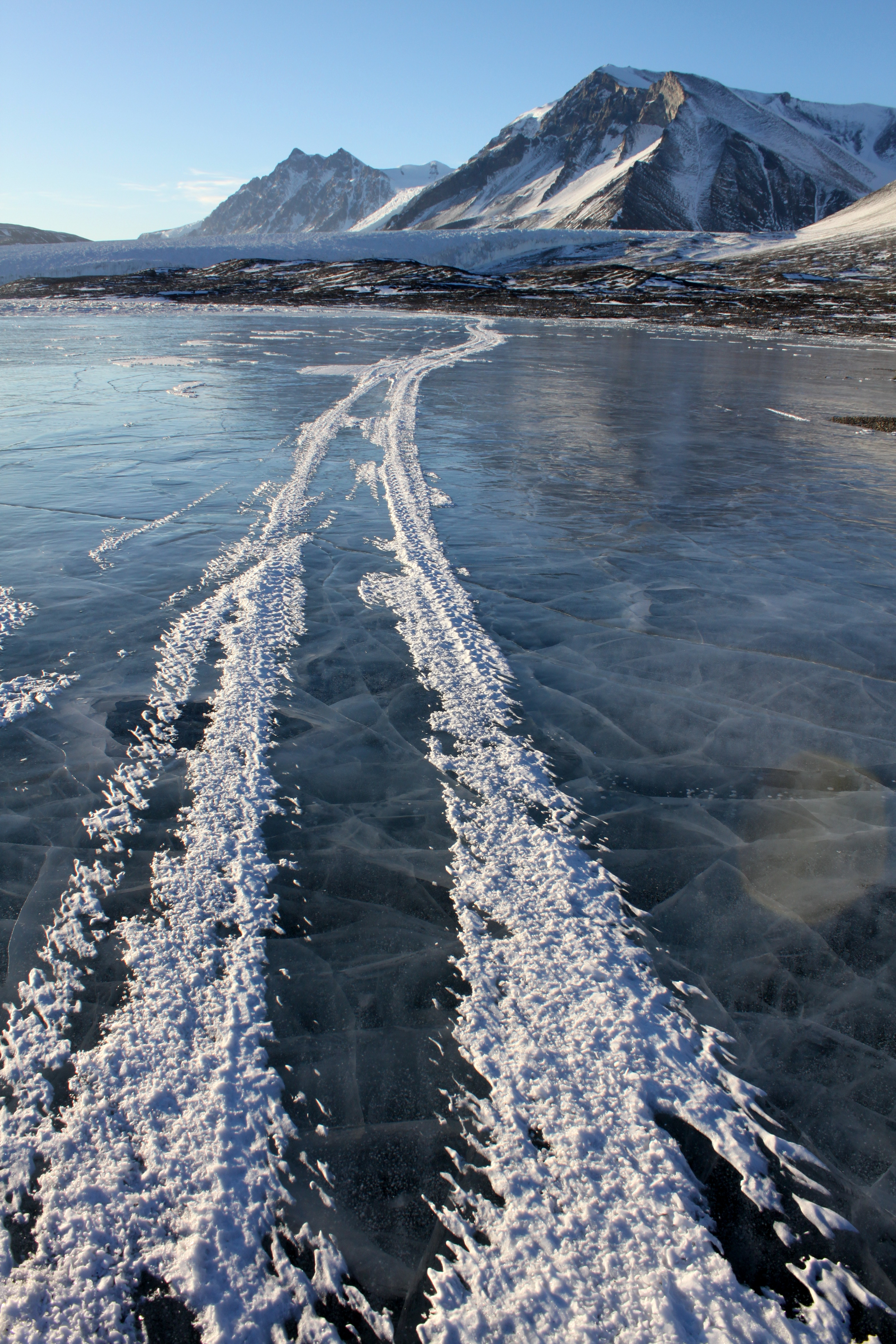
Vue du lac Fryxell.